# Petar Marić
Petar Marić (Zara, 2 novembre 1987) è un cestista croato.